# イース6 オンライン〜ナピシュテムの匣〜
イース6 オンライン〜ナピシュテムの匣〜 (Ys Online: The Ark of Napishtim) は、日本ファルコムの『イースVI』を題材にしたスマートフォン向けのオンラインゲーム。
プレイヤーはイースシリーズの主人公であるアドル・クリスティンと共にカナン諸島に流れ着いた冒険者となって悪夢に立ち向かう。サービス開始から丸4年を目前にして、運営会社はユーザーへの通告なく解散した。

## 概要
原作『イースVI』に含まれる名称・映像・音楽・シナリオ・設定等を中国産MMORPGのスキームに嵌め込んだソーシャルゲームである。
イースシリーズ初の本格的なスマートフォン向けのリメイクと謳われたが、その実態は日本ファルコムからライセンス許諾を得た復星集団傘下の中国企業 Restar Games 北京盛游時代網絡科技有限公司（以下、盛游時代）が、当時サービス中の『わくわくファンタジー〜はるかな世界の物語〜』（以下、わくふぁん）のシステムに『イースVI』の皮を被せたものであった。
原作を踏襲して「伝わる優しさ、広がる冒険心。」がキャッチコピー。日本で2021年7月20日にリリースされた後、台湾・中国・韓国・東南アジア・欧米へも各パブリッシャーから配信された。日本および欧米で事前登録100万人を超えたとしている。
- 2023年11月15日、VNG Gamesによる東南アジア版がサービス終了した[11]。
- 2025年4月16日、ZlonGameによる欧米版の開発元への移管が発表され[12]、同月29日データ移行が完了した[13]。
- 2025年5月19日、HAOPLAYによる韓国版のサービスが8月4日に終了することが告知された[14]。
- 2025年7月15日、日本版の（ゲームアプリ内に記されている）運営の Revitalization Games 株式会社（旧称: Restar Games 株式会社）が解散公告した[15][16]。

## ゲームシステム
外観は原作『イースVI』を彷彿とさせるクォータービューの中国産MMORPGである。パブリッシャーによってはキーボードやゲームパッドに対応するWindows用のクライアントが配布されている。基本となる操作は移動・通常攻撃・ジャンプ・ダッシュ・各種スキルであるが、概して大味であるためアクション性は低い。これは高額課金者が操作テクニックの差で敗北する事故の抑制に寄与する、言い換えれば「課金は裏切らない」という優しさが広がるPay-to-Winの冒険である。
ゲームシステムはイースシリーズと無縁の『わくふぁん』をベースに拡張されたものである。原作の装備部位やステータスがシンプルであるのに対して、本作のスロット（何らかの枠など）は1000を超え、能力値（ステータス）は数百種類に及ぶ。
ストーリー性・チームプレイ・生産・物流などのRPGあるいはMMORPGらしい要素は希薄であり、表面上の演出にとらわれないプリミティブ（根源的）なゲーム性は、運営元の代表作である『サンシャイン牧場』に似た札束で殴るソーシャルゲームである。
サンシャイン語であるため、固有名詞の誤りや表記の揺れ、名称の重複、不自然な日本語表現、誤った内容、中国語からの未訳などが数多く提供されている。この傾向はZlonGameによる欧米版でも同様である。

### 世界設定
本作の世界設定の根源は中国産MMORPGとソーシャルゲームのスキームである。ゲーム自体がコラボのようなもので、『イースVI』の利用権を得た中国企業が題材を切り刻んで断片的に貼り付け、その表面上の演出をもって『イース6 オンライン〜ナピシュテムの匣〜』と称しているものである。
一方で本作について、日本ファルコムで社長審査を行ったのは原作『イースVI』の開発幹部でもあった（イースシリーズ#ファルコム自社開発へ）近藤季洋である。過去の設定を再定義して以降のイースシリーズの基礎を築いた原作『イースVI』とは対照的であるが、これもライセンサーの許諾した作品の在り方である。

### キャラクター
サーバーには各サーバー開設からの日数に応じたキャラクターのレベル上限が設けられており、キャラクターのレベルに応じたゲーム機能やダンジョンへの挑戦権などの解放はスケジュールに沿って進行する。レベルアップに伴う能力値の上昇はごく微量であるため、キャラクターの強さの指標としては「戦闘力」が用いられている。
戦闘力は、スロットに嵌めたアイテムに応じて加算される「強さの目安」である。しかし、戦闘力が勝るプレイヤーが格下に有利になる称号システムや、戦闘力が基準に満たないキャラクターへの極端なエリアデバフなどがあるため、能力値がミスマッチでも戦闘力が多くなる選択がしばしば有利である。
キャラクターの強さを現実的な範囲に収める趣旨のレベル制限は存在せず、報酬系の依存症に陥ったプレイヤーは賄賂のようにしてアイテム課金で強さを得ることができる。
キャラクターには職業があり各スキルと特性が定められているが、最大4人のチームにおける役割分担の要素は希薄である。繰り返しになるが、総じてプレイヤースキルによる勝利を否定し、アイテム課金に伴う甚大な戦力格差を肯定する古典的なソーシャルゲームである。象と蟻ほどの戦闘力の差がある中でのゲームバランス論は無意味で、最終的なキャラクターの個性は「能力値」で後述するように、その膨大なスロットと能力値に反して、ただ「強い」か「それ未満」かである。

### アイテム
キャラクターの能力値の大半はアイテム課金やランキング報酬を通じて得られるアイテム（広義の所有物等）に由来する。一部は無料のゲームプレイでも得られるが、クエストやダンジョンのクリア報酬には毎日の上限が設けられている。
特に効果の高いアイテムは期間限定での一度きりの販売や召喚（ガチャ）で提供されることが多く、事実上既存のスロットを占有せずに効果を発揮し、各種コンプリート報酬の効能も提供されている。中程度のアイテムも、一定の条件を満たしたキャラクターへの定期的な限定販売として提供される。
これらにより、一般的に後続プレイヤーが先行プレイヤーに追いつくことはなく、課金アイテムが陳腐化する場面も比較的少ない。
景品表示法に触れる優良誤認・有利誤認・二重価格表示・コンプリートガチャなどが多数継続している。こうした性質が顕著な商品は、ゲームプレイや課金を本格的に行っているプレイヤーにのみ表示されるようになっている。多くのプレイヤーは正常性バイアスなどにより中毒状態に置かれているため、納得の上での自己責任と口にする。
しかしながらプレイヤーはアドルと同じく漂流者であるため、次の冒険の舞台までに全てを失う運命にある。
主なスロット
- 衣装
- 装備（＋宝石、強化、増幅、銘文、ドリーム覚醒、聖印、改造、附魔ほか）
- ソウルカード（＋聖域ソウルカード、権能ほか）
- ペット（＋ペットスキルほか）
- 英雄（＋英雄装備、＋英雄神器ほか）
- 剣霊（＋魔法陣ほか）
- 乗り物（＋ソウルオーブ、獣魂、祝福ほか）
- 子供（＋学園、学園試練ほか）
- 天翼（＋翼霊、聖域天翼ほか）
- 星座（＋星石、星魂、星座装備ほか）
- 龍騎（＋龍語、龍珠、龍騎装備ほか）
- 聖域（＋聖域星石、祝福、聖域装備ほか）

スロットではコンプリート報酬による効果が数多く提供されている。

### 能力値
ステータス画面での主要なものを挙げる。このほかステータス画面に示されない能力値や、星座システム、龍騎システム、聖域システムによる能力値が多層的に加わる。
物理攻撃職では魔法攻撃力の増加に関するあらゆる能力値は無意味で、逆も然りである。しかし、プレイヤーキャラクター、NPCともに物理防御力と魔法防御力の差は小さいため、ゲーム内で物理と魔法の片方が有利となる場面は乏しい。物理と魔法の区別の働きは結果として、ランダムでミスマッチな能力値を提供してそれらのアイテムの購入回数を増やし、貧富の差を拡大させるものである。
レベルアップで主要な確率への変換率が下がるため、レベルアップのペースにアイテムの収集や強化が追いつかないキャラクターはレベルを上げるほど弱体化する。
基礎ステータス
- STR(力): 物理攻撃力に変換される
- INT(賢さ): 魔法攻撃力に変換される
- AGI(素早さ): 命中と会心に変換される。欧米版ではDexterity
- DEX(器用さ): 回避と防御に変換される。欧米版ではAgility
- VIT(体質): 生命値に変換される

上級ステータス
- 物理攻撃力: 物理攻撃職の攻撃力
- 魔法攻撃力: 魔法攻撃職の攻撃力
- 生命値(HP): ヒットポイント
- 物理防御力: 物理防御力
- 魔法防御力: 魔法防御力
- 命中: 命中率が上がる。レベルアップで命中率への変換率が下がる
- 回避: 回避率が上がる。レベルアップで回避率への変換率が下がる
- 物理会心: 物理攻撃職の会心率が上がる。レベルアップで会心率への変換率が下がる
- 魔法会心: 魔法攻撃職の会心率が上がる。レベルアップで会心率への変換率が下がる
- 物理耐会心: 物理攻撃での被会心率を下げる。レベルアップで被会心率への変換率が下がる
- 魔法耐会心: 魔法攻撃での被会心率を下げる。レベルアップで被会心率への変換率が下がる
- 物理会心ダメージ強化: 物理攻撃での会心発生時に加算されるダメージ倍率
- 魔法会心ダメージ強化: 魔法攻撃での会心発生時に加算されるダメージ倍率
- 物理被会心ダメージ軽減: 物理会心ダメージ強化の相殺
- 魔法被会心ダメージ軽減: 魔法会心ダメージ強化の相殺
- 魔力(MP): マジックポイント
- 致命: PvPで会心率が上がる
- ブロック: 致命の相殺
- 強襲: PvPで与ダメージが増加する
- 強靱: 強襲の相殺
- ダメージ強化: 与ダメージの増加率
- 被ダメージ軽減: 被ダメージの軽減率
- 魔物狩り: PvE与ダメージの増加率
- 御魔: PvE被ダメージの軽減率
- 物理貫通: 物理与ダメージの増加率
- 魔法貫通: 魔法与ダメージの増加率
- 物理耐性: 物理貫通の相殺
- 魔法耐性: 魔法貫通の相殺
- 【黄金の力】全ダメ上昇: 与ダメージの増加率
- 【黄金の盾】全ダメ軽減: 被ダメージの軽減率
- 治療強度: 回復スキルへの加算値
- 治療強化: 回復スキルへの増加率
- 治癒強度: 回復スキルを受ける側の加算値
- 治癒強化: 回復スキルを受ける側の増加率
- ペットダメ: ペットの与ダメージの増加率
- 通常ダメ: 通常攻撃での与ダメージ増加率
- ソウルダメ: ソウルスキル（武器ソウルカードの変身スキル）の与ダメージ増加率
- ソウルバリア: ソウルダメによる増加の相殺

特殊ステータス
- 沈黙貫通: 沈黙耐性の相殺
- 沈黙耐性: 沈黙効果（スキル使用不可）の抵抗率
- スタン貫通: スタン耐性の相殺
- スタン耐性: スタン効果（スタンによる移動とスキル使用不可）の抵抗率
- 凍結貫通: 凍結耐性の相殺
- 凍結耐性: 凍結効果（凍結による移動とスキル使用不可）の抵抗率
- ダウン貫通: ダウン耐性の相殺
- ダウン耐性: ダウン効果（転倒による移動とスキル使用不可）の抵抗率
- 混乱貫通: 混乱耐性の相殺
- 混乱耐性: 混乱効果の抵抗率
- 戦士制圧: 戦士、ナイト、バーサーカーへのダメージ増加率
- アサシン制圧: アサシン、忍者、海賊へのダメージ増加率
- 魔導師制圧: 魔導師、火の魔導師、氷の魔導師へのダメージ増加率
- レンジャー制圧: レンジャー、ウィンドレンジャー、プリーストへのダメージ増加率
- サムライ制圧: サムライ、修羅へのダメージ増加率
- デモハン制圧: デモンハンターへのダメージ増加率
- ドラファイ制圧: ドラゴンファイターへのダメージ増加率
- 制圧耐性: 自身への制圧効果の相殺

そのほかの能力値
- 攻撃力: 攻撃力の増加率
- 防御力: 防御力の増加率
- 生命値: 生命値の増加率

期間限定（再販なし）の高額な販売や召喚（ガチャ）は攻撃力・防御力・生命値の増加率を満遍なく増やす商品が多く、スロットは事実上新商品の度に増設される。このためそうした商品の収集家は、高額商品の付随効果やコンプリート報酬によるスキル効果も加わって、単独でアタッカー・タンク・自己バフ・自己ヒールを兼ね備えた万能型に収斂する。ゲームプレイにおける役割演技性・競技性・偶然性は希薄となるのである。

### 元素
「元素」あるいは「属性」は複数の系統が混在している。例えば、魔導師の火系スキル・一般フィールドの火属性・剣魔法の炎属性・ソウルスキルの火の力・龍騎システムの龍の火は、モチーフが共通するだけの別の力として作用する。ダメージとなるエネルギーの重要な性質が、演出上の火や雷でなく発火法や発電の種類にある様相である。

### エメラス剣
エメラス剣は原作でシナリオと攻略の双方で重要な役割を果たしたが、『わくふぁん』ベースのゲームシステムである本作においては、特筆すべき特徴がないことが特徴である。すなわち、武器として装備できず、戦闘中に替えられず、剣技はなく、鍛えられず、ただゲージが一杯の状態で剣魔法と付随効果を発動できるだけである。
剣魔法のモーションを活用した地形的なギミックはなく、剣魔法の属性が攻略の鍵となる場面も用意されず、顕著なダメージでもないため、シナリオ進行上の条件を満たすために使わされるほかに出番は乏しい。
一時期ゲーム内の装備の聖杯の詳細画面から強化可能である様子が配信されたが、該当機能はその翌週のメンテナンスで削除された。ダンジョン攻略全滅時のガイドにサービス開始から表示される未実装機能「ブレードマスター」に相当するかは定かではない。

## 登場人物

### メインストーリー
本作で追加された主要なオリジナルキャラクター。
ブランチ
バスラム商会の副会長。別名、銀狐。ロムン帝国出身。本作メインストーリーの骨格に据えられた中国人のメタファー。シナリオは原作と整合しないまま放棄された。
ローラ
エレシア人とレダ族のハーフ。不治の病を患う。ブランチの恋人。
リディア
酒場ウェイター。NPC友好度の紹介文ではティセ（原作での酒場ウェイター）と記載。
ダフ
リモージュのチンピラ。金銭トラブルからリディアをからかう。
ファウスト
アルマの時代の司教。封印されていた。
アンジェラ
アルマの時代のレダ族の祭司。封印されていた。

### メインストーリー外
メインストーリーに登場しないオリジナルキャラクター。名前を冠した課金アイテムやボスなどとして流用され、後付け設定も存在しない。
ダイボラ
古代のレダ族。登場ストーリーなし。
シビュラ
エレシアの賢者に造られたホムンクルス。
イフリート
古代カナンの火山に生息していた火の精霊。
エイゴン
古代の黒龍。
アロンゾ
嵐の守護者。
ウィラ
鮮血女帝。

## 声の出演
- オルハ - 石川由依
- イーシャ - 小倉唯
- アドル - 梶裕貴
- ドギ - 市橋尚史
- テラ - 高橋春香
- オード - 大塚明夫
- クヴァル - 御子神孝次
- ラーゴ - 伊藤聖将
- ウル - 横田彩
- マーヴ - 芹澤千佳
- バスラム / ラドック - 岩﨑洋介
- ブランチ - 横田和輝
- ローラ - 川澄綾子
- ザクソン - 唐崎法幸
- ロイド - 増田啓人
- ラーバ - 柴田秀勝
- リーヴ - 松野朋子
- エミリオ - 児玉孝徳
- リディア - 紫苑雪
- ファウスト - 水野駿太郎
- アルマ - 関根明子
- エルンスト - 関智一
- ガッシュ / ダフ - 前野智昭
- アガレス - 八鳥浩一
- ユエ - 阿澄佳奈
- セラ - 田中理恵
- キサ - 小清水亜美
- ピッカード - 保坂ことこ

## 裏ストーリー
本作の裏に隠されているストーリーは、日本におけるソーシャルゲームの原点と十数年の歳月を経て邂逅する、現在進行形のサーガである。本作のサービスという掌の先にある物語は、本作に新たな価値を与えた。
Restar Games
Restar Gamesを名乗る北京盛游時代網絡科技有限公司は『サンシャイン牧場』で知られる Rekoo こと北京分播時代網絡科技有限公司（以下、分播時代）が二度の転生と変身を経て辿り着いた姿である。
最初の死はWorld of Warcraftへの著作権侵害をブリザード・エンターテイメントと網易に告訴され敗訴したことによる。Rekooチームは JoyTea Games を名乗る北京千諾紀元網絡科技有限公司（以下、千諾紀元）として生き残り、その後復星集団の支援を受けてパーフェクト・ワールド（復星集団の傘下）などの人材を加えて盛游時代へと生まれ変わる。本作および前作『わくふぁん』の開発会社である上海懶得拇網絡科技有限公司 (Random Games, rockgame123) は同時期に出来た弟分である。その翌年に盛游時代は、正式に復星集団系列に併入し Restar Games を名乗るようになる。
Restar Games株式会社
それから間もなく設立された日本法人「Restar Games株式会社」は、本作の正式サービス開始前に社名と所在地を変更している。ユーザーに対して説明なくゲーム内でのみ示されるReviatlization Games株式会社が現在の名称であり、本作公式サイトから辿れる会社情報は 名前も住所も現在とは異なる古い情報 である。
この日本法人に活動実態はなく、巴芳（分播時代の元COO、千諾紀元の元代表、盛游時代のオーナー、復星体育集団の副社長）のインタビュー記事より、日本ファルコムのニュースリリースにも含まれる「開発・運営を手掛ける」「Restar Games株式会社」とは「北京盛游時代網絡科技有限公司」を指す詐欺的な日本語訳である。
鄧厚鋆
Reviatlization Games株式会社の代表取締役社長は鄧厚鋆である。遡れば『サンシャイン牧場』の「Kコイン」に関する日本の協力会社アドウェイズの要職であった。分播時代が活動不能に陥るなかiQIYIのゲーム事業部門長を務めた後に、復星集団ゲーム事業部副部長への就任と同時に分播時代を盛游時代として復活 (Revitalization) させ、復星国際傘下の復娯文化の董事として復星遊戯を連想させる「Restar Games」の通り名を与え、そして本作において資金決済法のもとにあるゲーム内有償通貨「エメラス」の発行者となった。後に、復娯文化から独立した復星体育集団の代表となる。
日本市場での課金収入はいずれも香港の RESTAR LIMITED HK（Google Playでのデベロッパー）とその親会社であるHD Games limited 香港硬核玩科技有限公司（App Storeでの販売元。以下、硬核玩科技）が扱う。Revitalization Games株式会社の親会社は硬核玩科技であり、その親会社の復星体育集団の代表もまた鄧厚鋆である。
サンシャイン牧場
Revitalization Games株式会社と前身であるJOYTEA株式会社に軒を貸してきたRekoo Japan株式会社は、中国での『阳光牧场』に注目した日本のベンチャーキャピタル、インフィニティ・ベンチャーズLLPの小野裕史によって設立された分播時代の日本支社である。2012年以降の社長は分播時代の創業者である劉勇。『サンシャイン牧場』は、同LLP最初期の肝煎りの投資案件であり、その後のMIXIの本業を変えた事業にあたる。本作との関わりは仏教における因縁である。
今はもうTVでいろんなスマホのゲームだとか、ソーシャルゲームだとかって言われていますけども、このサービスは日本で1番に火付け役になった原点ですね。 — 小野裕史、IVS 2014 Summer Workshop